# Habronattus georgiensis
Habronattus georgiensis är en spindelart som först beskrevs av Chamberlin, Ivie 1944.  Habronattus georgiensis ingår i släktet Habronattus och familjen hoppspindlar. Inga underarter finns listade i Catalogue of Life.